# Meister der Thorner Madonna

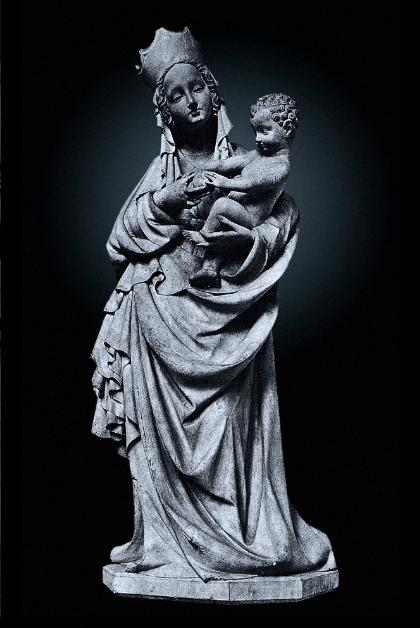
Thorner Madonna, Kalksteinplastik, um 1390

Als Meister der Thorner Madonna (pol. Mistrz Pięknej Madonny Toruńskiej) wird ein Bildhauer bezeichnet, der im 14. Jahrhundert die Thorner Madonna, eine gotische Marienstatue für die St. Johanniskirche im heute polnischen Toruń (dtsch. Thorn) geschaffen hat. Der namentlich nicht bekannte Künstler erhielt seinen Notnamen nach dieser Kalksteinfigur der Maria, der Mutter Jesu. Sie war Teil eines um 1390 entstandenen und heute nicht mehr existierenden Altars. Auch das Original der Madonna ist seit 1944 verschollen, in Toruń steht heute als Ersatz eine 1957 geschaffene originalgetreue Kopie der Madonnenfigur.
Die Thorner Madonna wird stehend mit jugendlichem, edlen Antlitz und in höfischer Kleidung mit elegantem Faltenwurf dargestellt, sie gilt unter Experten als einer der Prototypen der sogenannten Schönen Madonnen der Gotik. Nach diesem Vorbild werden dann viele nachfolgende gotische Marienfiguren ebenfalls typisch als milde lächelnden Maria mit Kind und graziöse Körperbiegung und in Kleidung mit üppig-weichem Faltenwurf gezeigt.
Die Thorner Madonna ist eines der ersten Beispiele dafür, wie mit Beginn der Herrschaft von Kaiser Karls IV. und dessen Förderung der Kunst von Prag ausgehend sich der Einfluss norditalienischer und französischer sowie mittelrheinischer Plastik auch im Osten Europas ausbreiten konnte. Es entstanden gerade zu Beginn der Regierung des Kaisers erste gotische Madonnenfiguren in Böhmen. Von dort her gelangte ein so entstehender sogenannter Weicher Stil der Region – wie an der Thorner Madonna erkennbar – über Schlesien bis nach Toruń, das im Mittelalter Teil des Deutschordenslandes war. Die Thorner Madonna zeigt enge Verwandtschaft zu einer in Böhmen um 1390 oder 1400 entstandenen Figur, der Krumauer Madonna, ebenfalls aus Kalkstein geschaffenen vom sogenannten Meister der Krumauer Madonna. Die Krumauer Madonna entstand im Umfeld des Prager Hofes und zeichnet sich wie die Thorner Madonna durch Feinheit und die zarte Darstellung als eines der bedeutendsten Beispiele von gotischen Marienfiguren aus. Ob aber, wie manchmal vermutet, der Meister der Krumauer Madonna der gleiche Künstler ist, der auch die Thorner Madonna schuf, und eventuell auf Wanderung und in Lehrzeit seinen Stil von Böhmen über Schlesien bis nach Toruń verbreitete, ist umstritten. Beiden Madonnenfiguren sind jedenfalls ein Beispiel für den grenzüberschreitenden Fluss von künstlerischen Ideen der mitteleuropäischen Gotik auch im Osten Europas. Als dritte Figur, die solche Stilentwicklung zuerst begann wird eine Madonna des Meisters der Madonna von Michle angesehen. Die um 1340 geschaffene Figur steht am Anfang der Entwicklung der böhmischen Bildhauerei und der Entwicklung einer lokalen Kunst hin dann zu einem typisch böhmischen weichen Stil. Eine bemerkenswerte Vergleichbarkeit finden wir in der Stralsunder Junge-Madonna, die jedoch in Nussbaumholz, farbig gefasst in einem Schrein des ehemaligen Gestühls der Familie Junge in der Kirche St. Nikolai (Stralsund) zu sehen ist.